# Caudillo

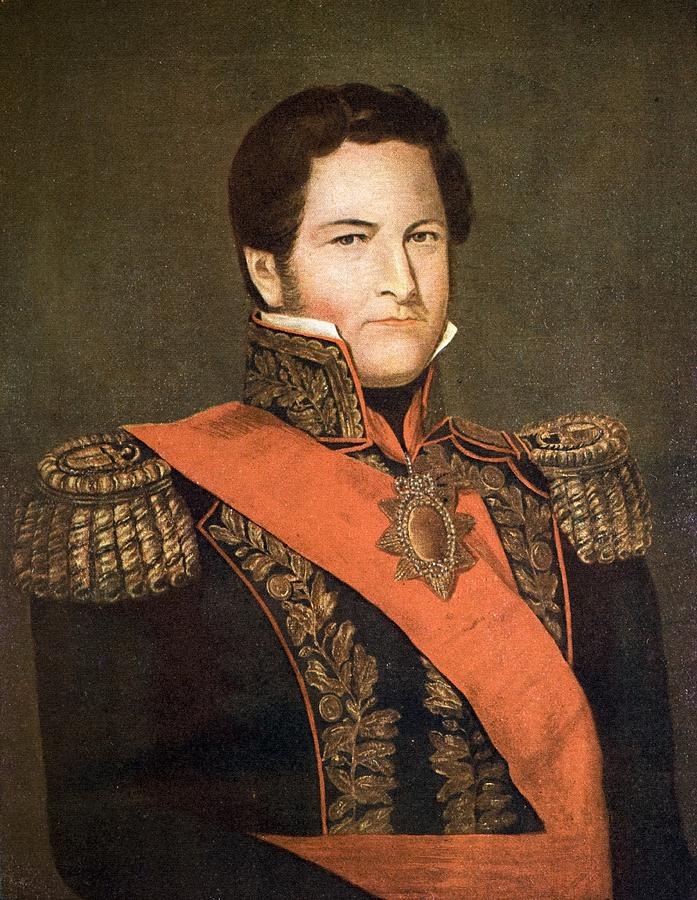
Juan Manuel de Rosas, caudillo argentin, par Cayetano Descalzi (vers 1841).

Un caudillo était à l'origine un chef de guerre à la tête d'une armée personnelle au temps de l'Espagne de la Reconquista. Par la suite, le terme désignera un leader politique, militaire et/ou idéologique dans différents pays de l'Amérique latine après les guerres d'indépendance. Généralement le caudillo usurpe le pouvoir par un coup d'État ou à l'issue d'un processus révolutionnaire et instaure un système de gouvernement autoritaire et despotique en s'appuyant sur un clientélisme issu des oligarchies foncières, de l'armée et de l'Église.

## Exemples

### En Amérique latine
La première génération des caudillos, celle de l'immédiate après-indépendance, est avant tout nationaliste. Ils ont en effet à maintenir l'indépendance fraichement acquise, soit contre un éventuel retour offensif de l'Espagne, soit contre les convoitises de puissances qui croient ouverte la succession de l'ancienne métropole coloniale. Il leur faut également lutter contre la réapparition des forces nostalgiques de l'époque coloniale, telles que l'aristocratie conservatrice qui juge ses privilèges menacés par un libéralisme révolutionnaire (abolition de l'esclavage, suffrage universel, etc) en expansion sur le continent.
L'Amérique latine des décennies 1890 et 1900 est confrontée aux tentatives expansionnistes des États-Unis (Nicaragua, Honduras), ce qui conduit à plusieurs tentatives d'union de plusieurs pays en Amérique centrale. Des puissances impérialistes européennes, en particulier le Royaume-Uni et l'Allemagne, effectuent elles-aussi des démonstrations militaires et interventions limitées afin de contraindre les pays latino-américains à se soumettre à leurs intérêts économiques (interventions contre le Chili, le Venezuela, etc), entretenant ainsi le nationalisme et permettant aux caudillos qui leur résistent de se prévaloir d'un certain prestige. Les caudillos José Santos Zelaya (Nicaragua, 1893-1909), Miguel Rafael Dávila (Honduras, 1907-1911), Cipriano Castro (Venezuela, 1899-1908), ou encore Carlos Erzeta (Salvador, 1890-1895) représentent cette génération.
Pourtant, d'autres caudillos choisissent de s'allier aux entreprises nord-américaines et européennes désireuses d'étendre leurs activités en Amérique latine. Les deux parties pouvant y trouver leur intérêt : les compagnies bénéficient de concessions avantageuses, de monopoles, et d'exemptions fiscales et douanières ; l'afflux de capitaux permet par ailleurs aux caudillos de s'enrichir et d'entretenir des dépenses de natures clientélistes afin de consolider leur pouvoir. Les caudillos Porfirio Diaz (Mexique, 1876-1911), Rafael Reyes Prieto (Colombie, 1904-1909) et Manuel Estrada Cabrera (Guatemala, 1898-1920) entrent dans cette catégorie.

### En Espagne
En Espagne, la presse de la Restauration utilise le terme de « caudillos » pour désigner les caciques — notables locaux influents utilisés pour manipuler les élections — et parle également de « caudillisme » (caudillismo ou caudillaje) pour faire référence au caciquisme.
En Espagne, le général Franco devint de fait un caudillo lors de son insurrection en 1936, il prit officiellement ce titre (plus exactement : Generalísimo Francisco Franco, caudillo de España por la gracia de Dios, soit « Généralissime Francisco Franco, caudillo d'Espagne par la grâce de Dieu ») lorsqu'il devint chef d'État. En Bolivie, on distingue les caudillos letrados d'avant 1848 (Sucre, Santa Cruz) issus de l'armée et de la bourgeoisie créole, et de 1864 à 1872 les caudillos bárbaros d'origine indigène (Mariano Melgarejo et Agustín Morales), connus pour leur gestion approximative des affaires publiques et leur cruauté.

## Étymologie
Le terme existe depuis le XIVe siècle environ. Venant du latin « capitellum », il a le sens originel de « chef ». Dans les années 1930, il est pris comme titre par Francisco Franco.

## Caudillos ou dictateur
La principale différence entre un caudillo et un dictateur est le besoin d'appui populaire ; un caudillo est le produit d'une démocratie primitive dans laquelle les masses populaires suivent un leader qui représente les valeurs et l'identité de la population qu'il gouverne, l'exemple type en est Emiliano Zapata, dit El Caudillo del Sur.
Le terme n'implique pas d'orientation politique définie.

## Liste de caudillos
- José Gaspar Rodríguez de Francia (1760-1840), Paraguay
- José Gervasio Artigas (1764-1850), Provinces-Unies du Río de la Plata
- José Tadeo Monagas (1784-1868), Venezuela
- Andrés de Santa Cruz (1792-1865), Bolivie
- Juan Manuel de Rosas (1793-1877), Argentine
- Antonio López de Santa Anna (1794-1876), Mexique
- Antonio José de Sucre (1795-1830), Bolivie
- Ramón Castilla (1797-1867), Pérou
- Rafael Carrera (1814-1865), Guatemala
- Porfirio Díaz (1830-1915), Mexique
- Rafael Reyes Prieto (1849-1921), Colombie
- José Santos Zelaya (1853-1919), Nicaragua
- Miguel Rafael Dávila (1856-1927), Honduras
- Manuel José Estrada Cabrera (1857-1924), Guatemala
- Cipriano Castro (1859-1924), Venezuela
- Pancho Villa (1878-1923), Mexique
- Emiliano Zapata (1879-1919), Mexique
- Francisco Franco (1892-1975), Espagne